# Dichrosoma
Dichrosoma is een geslacht van kevers uit de familie bladsprietkevers (Scarabaeidae). Het geslacht werd voor het eerst wetenschappelijk beschreven in 1885 door Kraatz.

## Soorten
- Dichrosoma pinguis (Janson, 1881)